# Joseph Sweetman Ames

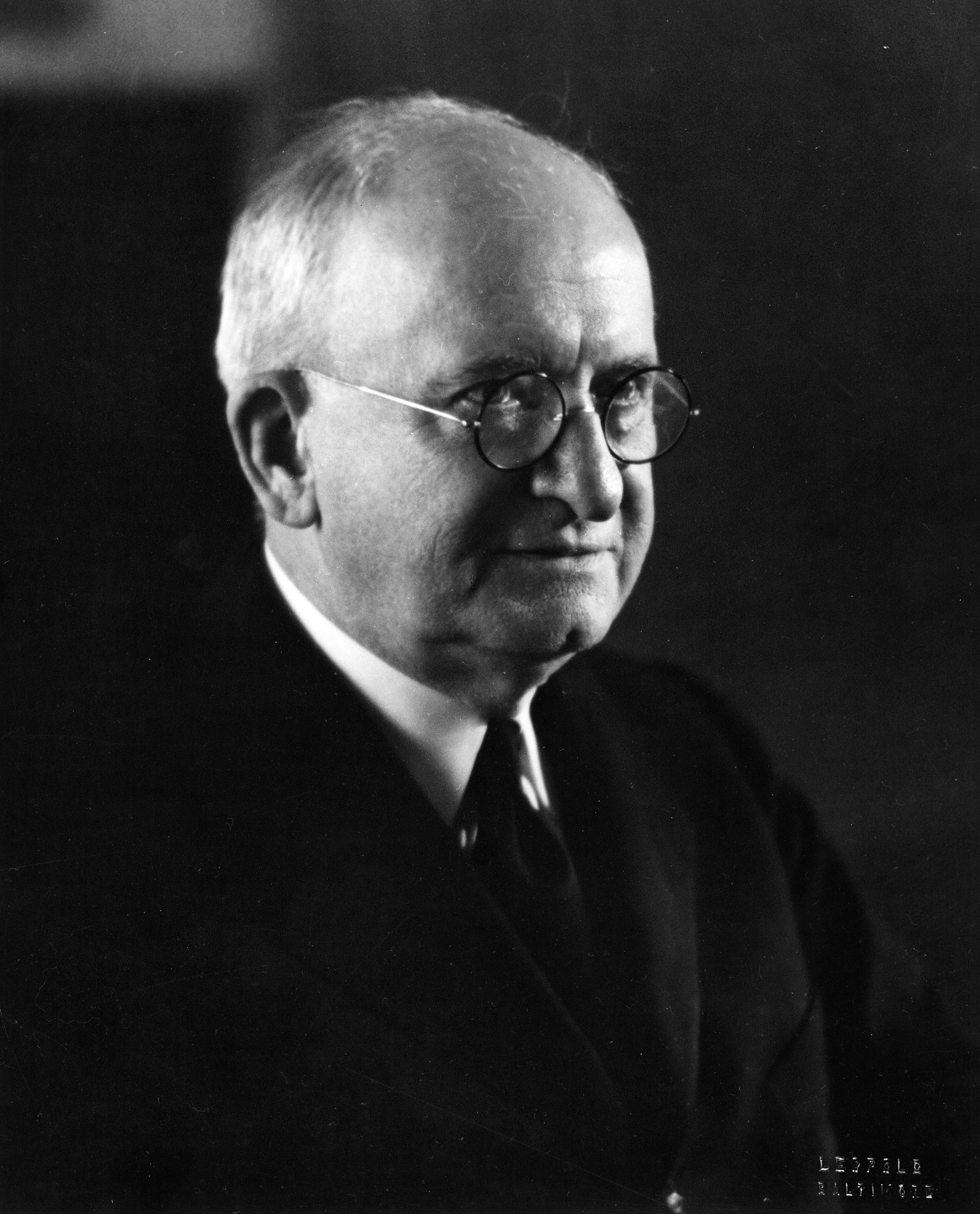
Joseph Sweetman Ames

Joseph Sweetman Ames (* 3. Juli 1864 in Manchester, Vermont; † 24. Juni 1943 in Baltimore, Maryland) war ein US-amerikanischer Physiker, Gründungsmitglied des National Advisory Committee for Aeronautics und Universitätspräsident.

## Leben
Ames studierte ab 1883 Physik an der im Jahr 1876 gegründeten Johns Hopkins University (JHU) in Baltimore. Während einer längeren Studienreise nach Europa arbeitete er unter anderem in Berlin im Labor von Hermann von Helmholtz. Im Sommer 1887 kehrte er an die Johns Hopkins University zurück. 1889 publizierte er als Doktorand von Henry Augustus Rowland eine vielbeachtete Arbeit über optische Gitter, speziell über die sogenannten Rowland-Gitter.
1890 wurde er mit einer Arbeit zur Spektralanalyse promoviert, 1891 wurde er Associate Professor und 1899 Full Professor an der JHU. Nach dem Tod Rowlands im Jahr 1901 wurde er Direktor des Physik-Laboratoriums. Während seiner Lehrtätigkeit an JHU verfasste er mehrere viel beachtete Physik-Lehrbücher. Mit seinen Arbeiten zur Spektralanalyse war er ein früher Vertreter der experimentellen Astrophysik. Nachdem er 1925 Dekan und 1926 Provost an der JHU geworden war, wurde er 1929 als Nachfolger von Frank Johnson Goodnow Universitätspräsident.
1915 gehörte er zu den zwölf Gründungsmitgliedern des National Advisory Committee for Aeronautics (NACA) und leitete während des Ersten Weltkriegs ab 1916 das Foreign Service Committee des neu gegründeten National Research Council. Nach Ende des Ersten Weltkriegs hatte er verschiedene Funktionen im NACA, so war er von 1919 bis 1936 Vorsitzender der Exekutivkomitees und ab 1927 Leiter des Hauptausschusses (Main Committee). In dieser Funktion nahm er 1929 für das NACA die Collier Trophy entgegen. Er förderte die physikalische Grundlagenforschung des NACA speziell zur Aerodynamik. Angesichts der Aufrüstung in Deutschland nach 1933 auf dem Gebiet der Luftfahrt setzte er sich für eine Erweiterung der Forschungskapazitäten des NACA ein. Nach einem Schlaganfall im Jahr 1936 gab er seine Funktionen im NACA auf.
Seit 1905 war Ames gewähltes Mitglied der American Philosophical Society. 1909 wurde er zum Mitglied der National Academy of Sciences und 1911 der American Academy of Arts and Sciences gewählt. Von 1919 bis 1920 war er als Nachfolger von Henry A. Bumstead Präsident der American Physical Society.

## Ehrungen
1944 wurde ein Forschungslaboratorium des NACA nach Joseph S. Ames benannt. Es erhielt den Namen Ames Aeronautical Laboratory. 1958 wurde es Teil der NASA und heißt seitdem Ames Research Center.